# Hermann Behme

Hermann Behme, Porträtfoto aus dem Reichstags-Handbuch 1934

Hermann Behme (* 10. März 1900 in Schönebeck (Elbe); † 27. Mai 1969 in Lich) war ein deutscher Politiker und 1932–1938 Reichstagsabgeordneter der NSDAP, der 1938 aus der NSDAP ausgeschlossen wurde und wieder als Elektromeister in Wismar arbeitete.

## Leben
Behme besuchte von 1906 bis 1914 die Mittelschule in Bad Salzelmen bei Magdeburg. Im April 1914 begann er eine Lehre als Elektrotechniker in Schönebeck und arbeitete während dessen noch als Hilfsdienstpflichtiger in Munitionsfabriken. Nachdem er im März 1917 seine Lehre beendet hatte, trat er am 1. Juni des Jahres in die Kaiserliche Marine ein. Er gehörte der 1. Torpedodivision an. Bis August absolvierte er eine militärische Grundausbildung und am 1. August begann er als Maschinenanwärter. Ab Oktober 1917 bis zum darauffolgenden Januar nahm er als Heizer eines Torpedobootes an der Operation teil, bei der die estnische Insel Ösel besetzt wurde. Nachdem er bis Januar 1919 weiterhin Heizer auf verschiedenen Torpedobooten war, arbeitete er nach Kriegsende bis 1924 als Obermonteur in Rostock und danach von Februar 1925 bis April 1932 als Elektromeister in Wismar. Im April 1932 wurde er wegen seiner NSDAP-Mitgliedschaft entlassen.
Behme gehörte von 1925 bis 1927 der Deutschvölkischen Freiheitsbewegung (DVFB) an, er trat dann im November 1929 der SA und zum 1. Januar 1930 der NSDAP bei (Mitgliedsnummer 183.081). Als SA-Standartenführer führte Behme seit Oktober 1931 die SA-Standarte 89 in Wismar. Er war von November 1931 bis 1933 Stadtverordneter in Wismar und trat am 10. August 1932 von der SA in die SS über (SS-Nummer 45.770), wo er als hauptamtlicher SS-Standartenführer beschäftigt wurde und das Kommando über die SS-Standarte 22 übernahm. Diese Aufgabe übernahm er bis zum 19. September 1934. Am 25. November 1934 wurde er zum SS-Oberführer ernannt.
Seit dem 5. Juni 1932 gehörte er bereits dem Landtag des Freistaates Mecklenburg-Schwerin und gleichzeitig dem Reichstag an. Behme war bis April 1938 Mitglied des Reichstages, zunächst für den Wahlkreis 35 Mecklenburg, ab März 1936 für den Wahlkreis 8 (Liegnitz). Bis 1938 war er außerdem mit der Führung verschiedener SS-Abschnitte beauftragt, zuletzt im Rang eines SS-Oberführers. Ein ganzfiguriges Porträtgemälde Behmes von Else Wex-Cleemann wurde 1937 in der Großen Deutschen Kunstausstellung gezeigt.
Am 24. Januar 1938 wurde Behme wegen Unterschlagung vom Reichsführer SS Heinrich Himmler zum SS-Mann degradiert und aus der SS ausgeschlossen. Er arbeitete danach als Elektromeister in Wismar. Am 10. Oktober 1938 wurde ein Parteigerichtsverfahren eröffnet, an dessen Ende er am 17. Dezember 1938 durch einen Beschluss der 1. Kammer des Obersten Parteigerichtes aus der NSDAP ausgeschlossen wurde. Am 11. Mai 1939 wurde erneut gegen ihn eine Strafanzeige gestellt, da ihm vorgeworfen wurde, weiterhin Spenden in Höhe von 1.650 Reichsmark unterschlagen zu haben. Nachdem er bei Kriegsbeginn zur Wehrmacht einberufen wurde, wurde dieses Verfahren aber eingestellt, da seine Strafe vermutlich nicht höher als sechs Monate Gefängnis betragen hätte und er sich sowieso im Kriegseinsatz befand. Nach Ende des Zweiten Weltkriegs lebte er weiterhin in Wismar.